# Izgrev (Smoljan)
Izgrev (Bulgaars: Изгрев) is een dorp in de Bulgaarse oblast Smoljan. Zij is gelegen in de gemeente Nedelino en is op 26 maart 1968 officieel uitgeroepen tot een onafhankelijke nederzetting. Op 31 december 2019 telde het dorp 150 inwoners. Izgrev is het op vier na grootste dorp in de gemeente Nedelino (de dorpen Garnati, Sredets, Koendevo en Kotsjani zijn groter). Het ligt 6 km ten noorden van Nedelino en 2 km van Sredets.

## Bevolking
Op 31 december 2019 telde het dorp 150 inwoners, een daling vergeleken met de eerdere tellingen. De inwoners zijn uitsluitend etnische Bulgaren met islamitische en christelijke geloofsovertuigingen. De grootste leeftijdscategorie bestaat uit 50 t/m 54-jarigen (34 personen), gevolgd door 55 t/m 59-jarigen (19 personen) en 30 t/m 34-jarigen (18 personen).